# Joliette
Joliette ist eine Stadt in der gleichnamigen kanadischen Grafschaft Joliette und gleichzeitig ihr Hauptort. Die Stadt am Westufer des Sankt-Lorenz-Stroms zählte im Jahr 2016 insgesamt 20.484 Einwohner und hat eine Fläche von 22,97 km². 

## Geschichte
Joliette wurde im Jahr 1823 von Barthélemy Joliette gegründet. Während der Olympischen Sommerspiele 1976 in Montreal fanden auf dem örtlichen Terrain de tir à l’arc olympique die Bogenschießwettbewerbe statt.

## Verkehr
Joliette liegt zwischen Québec, den Seeprovinzen und der Joliette (regionale Grafschaftsgemeinde). Der Trans-Canada Highway verläuft von Québec kommend nach Joliette. Die weiter nach Norden verlaufende Autoroute 40 führt nach Trois-Rivières. Joliette ist an das Bahnnetz von VIA Rail Canada angeschlossen.

## Sehenswürdigkeiten
- Die katholische Kirche Saint-Charles-Borromée in der Stadtmitte wurde zwischen 1904 und 1906 erbaut. Sie ist die Kathedrale des Bistums Joliette.
- Das Musée d'art de Joliette "MAJ" besitzt eine Sammlung von mehr als 9000 Kunstwerken.

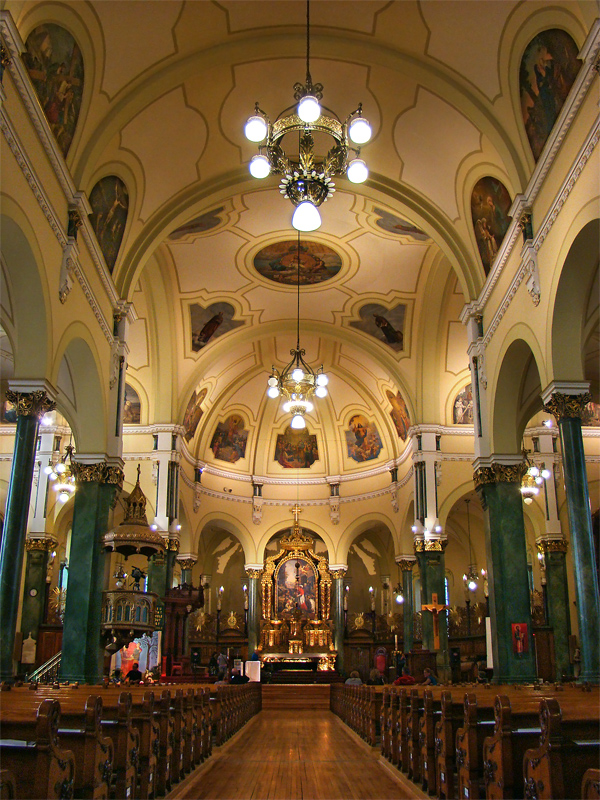
Inneres der Kathedrale
Saint Charles-Borromée

## Städtepartnerschaft
Seit 1985 ist die französische Stadt Brive-la-Gaillarde in der Region Nouvelle-Aquitaine Partnerstadt von Joliette.

## Persönlichkeiten
- Camille Bernard (1898–1984), Sängerin, Lehrerin und Schauspielerin
- Antonio Barrette (1899–1968), Politiker
- Claude Blanchard (1932–2006), Schauspieler und Sänger
- Pierre Jacques Dalphond (* 1954), Jurist und Politiker
- Denis Coderre (* 1963), Politiker
- André Faust (* 1969), Eishockeyspieler und -trainer
- Jacques Villeneuve (* 1971), Automobilrennfahrer
- Dominique Ducharme (* 1973), Eishockeyspieler